# Lucienne Velu
Lucienne Antoinette Velu-Chapillon (poročena Odoul), francoska atletinja in košarkarica, * 28. januar 1902, Pariz, Francija, † 12. junij 1998, Quincy-sous-Sénart, Francija.
V atletiki je nastopila na poletnih olimpijskih igrah v letih 1928 in 1936, osvojila je četrto mesto v štafeti 4x100 m ter deseto in štirinajsto mesto v metu diska. 14. septembra 1924 je postavila svetovni rekord v metu diska z dolžino 30,225 m, veljal je eno leto, leta 1928 je s francosko štafeto postavila svetovni rekord v štafeti 4x100 m. V petih disciplinah je osvojila 33 naslovov francoske državne prvakinje v atletiki ter postavila trinajst francoskih državnih rekordov.
V košarki je s francosko reprezentanco zmagala na svetovnih ženskih igrah leta 1934 in osvojila bronasto medaljo leta 1930, sedemkrat je osvojila klubski naslov francoske državne prvakinje. 